# Comté de Jefferson Davis
Le comté de Jefferson Davis est situé dans l’État du Mississippi, aux États-Unis. Il comptait 13 962 habitants en 2000. Son siège est Prentiss.